# Rohr im Gebirge
Rohr im Gebirge ist eine Gemeinde mit 425 Einwohnern (Stand 1. Jänner 2025) im Bezirk Wiener Neustadt in Niederösterreich.

## Geografie
Rohr im Gebirge liegt im obersten Schwarzatal, das zum Industrieviertel Niederösterreichs gerechnet wird, am Zellenbach. Die Fläche der Gemeinde umfasst 80,60 Quadratkilometer, 89,95 % der Fläche sind bewaldet.

### Gemeindegliederung
Einzige Ortschaft und Katastralgemeinde ist Rohr im Gebirge, desgleichen gibt es nur einen namensgleichen Zählsprengel.
Geographisch gliedert sich die Gemeinde in:
- den Hauptort Rohr im Gebirge
- die Gegend talauswärts südwestlich des Orts (und nach Schwarzau weiterführend), mit der Nebentalung der Langseite Richtung Kalte Kuchl und Krumbach am Krumbach
- Zellenbach taleinwärts südostwärts zum Rohrer Sattel, mit dem Winsaberg in den dortigen südlichen Nebentälern (Wagental)
- Klausbach den Klausbach nordöstlich aufwärts, mit Fuchsgraben und Rainbach in den dortigen Nebentälern
- sowie Hochreith ganz im Westen abgelegen im Quellgebiet der Dürren Schwarza, mit dem Jagdschloss

Bis in die 1990er Jahre waren Rohr im Gebirge, Steinapiesting (heute nur mehr ein Gutensteiner Ortsteil), Winsaberg und Zellenbach Ortschaften der Gemeinde.
Die Gemeinde gehört zum Gerichtsbezirk Wiener Neustadt mit Sitz in Wiener Neustadt.

### Nachbargemeinden
| Hohenberg (Bez. Lilienfeld)             | Kleinzell (Bez. Lilienfeld)                 | Ramsau (Bez. Lilienfeld) Muggendorf |
| St. Aegyd am Neuwalde (Bez. Lilienfeld) | Kompassrose, die auf Nachbargemeinden zeigt | Gutenstein                          |
|                                         | Schwarzau im Gebirge (Bez. Neunkirchen)     |                                     |

## Geschichte

Rohr im Gebirge (Mitte rechts unten) und Umgebung um 1873 (Aufnahmeblatt der Landesaufnahme)

Vor Christi Geburt aber war das Gebiet Teil des keltischen Königreiches Noricum und gehörte zur weiteren Umgebung der keltischen Höhensiedlung Burg auf dem Schwarzenbacher Burgberg, welche Hauptort für das gesamte nordöstliche Königreich war. Später unter den Römern lag das heutige Rohr dann in der Provinz Pannonia.
Bedingt durch die unzugängliche Lage wurde das Gebiet von Rohr erst spät besiedelt. Als erste Besitzer des Waldgebietes um Rohr werden die Herren von Traisma genannt. Im Jahr 1194 fiel das Gebiet an das Herzogtum Steyr. Nach dem Bau der Burg Gutenstein, die 1220 erstmals erwähnt wurde, kam Rohr in den Einfluss der Herrschaft Gutenstein, welches fortan bis zum Jahr 1848 Verwaltungszentrum für die Gegend bleiben sollte (Landgericht Gutenstein).
Die Bezeichnung auf’m Roer wurde 1427 erstmals genannt. Im Jahr 1470 wurde die Kirche von Rohr, die zuvor zur Pfarre von Schwarzau zählte, zur eigenen Pfarre erhoben. Im 16. Jahrhundert wirkte sich auch in Rohr die Reformation aus. Graf Sigismund von Herberstein stellte einen protestantischen Prediger ein. Aber schon 1569 wird wieder ein katholischer Priester genannt.
Im Jahr 1595 wurden die Freiherren von Hoyos neue Besitzer der Herrschaft Gutenstein, 1622 wurde die Pfarre offiziell wiedererrichtet. Im Jahr 1716 wurde die Kirche von Rohr vergrößert, 1761 ein Zwiebelturm errichtet.
In der zweiten Hälfte des 18. Jahrhunderts wurde zunächst in einem Bauernhaus eine eigene Schule begründet, die 1782 ein eigenes Schulhaus erhielt.
Im Jahr 1848 endete die grundherrschaftliche Obrigkeit über die Bewohner von Rohr, ein erster Bürgermeister wurde frei gewählt. 1877 wurde ein eigenes Postamt eröffnet und eine Postkutschenstrecke nach Gutenstein begründet. In den Jahren 1884 bis 1894 wurden die Straßen nach Gutenstein sowie über den Ochsattel in das Traisental gebaut, die die bisherige Isolierung der Gemeinde beenden. Eine weitere Anbindung entstand 1910 über die Haselrast nach Gutenstein.
In den Jahren 1878/79 wurde nach dem Abriss der alten Kirche ein neues Kirchengebäude, 1886 bis 1888 ein neues Schulhaus gebaut.

### Bevölkerungsentwicklung
| Rohr im Gebirge: Einwohnerzahlen von 1869 bis 2025  | Rohr im Gebirge: Einwohnerzahlen von 1869 bis 2025 | Rohr im Gebirge: Einwohnerzahlen von 1869 bis 2025 | Rohr im Gebirge: Einwohnerzahlen von 1869 bis 2025 | Rohr im Gebirge: Einwohnerzahlen von 1869 bis 2025 |
| --------------------------------------------------- | -------------------------------------------------- | -------------------------------------------------- | -------------------------------------------------- | -------------------------------------------------- |
| Jahr                                                |                                                    |                                                    |                                                    | Einwohner                                          |
| 1869                                                | 1869                                               |                                                    | 883                                                | 883                                                |
| 1880                                                | 1880                                               |                                                    | 840                                                | 840                                                |
| 1890                                                | 1890                                               |                                                    | 845                                                | 845                                                |
| 1900                                                | 1900                                               |                                                    | 840                                                | 840                                                |
| 1910                                                | 1910                                               |                                                    | 655                                                | 655                                                |
| 1923                                                | 1923                                               |                                                    | 563                                                | 563                                                |
| 1934                                                | 1934                                               |                                                    | 625                                                | 625                                                |
| 1939                                                | 1939                                               |                                                    | 658                                                | 658                                                |
| 1951                                                | 1951                                               |                                                    | 635                                                | 635                                                |
| 1961                                                | 1961                                               |                                                    | 607                                                | 607                                                |
| 1971                                                | 1971                                               |                                                    | 591                                                | 591                                                |
| 1981                                                | 1981                                               |                                                    | 556                                                | 556                                                |
| 1991                                                | 1991                                               |                                                    | 545                                                | 545                                                |
| 2001                                                | 2001                                               |                                                    | 517                                                | 517                                                |
| 2011                                                | 2011                                               |                                                    | 485                                                | 485                                                |
| 2021                                                | 2021                                               |                                                    | 441                                                | 441                                                |
| 2025                                                | 2025                                               |                                                    | 425                                                | 425                                                |
| Quelle(n): Statistik Austria, Gebietsstand 1.1.2021 |                                                    |                                                    |                                                    |                                                    |

### Religion
Nach den Daten der Volkszählung 2001 waren 93,4 % der Einwohner römisch-katholisch und 1,0 % evangelisch. 0,2 % waren Muslime, 0,8 % gehörten orthodoxen Kirchen an und 0,4 % waren israelitisch. 3,7 % der Bevölkerung hatten kein religiöses Bekenntnis.

## Hauptort der Gemeinde
Hauptort der Gemeinde ist das kleine Dorf Rohr im Gebirge. Es befindet sich 40 km westlich von Wiener Neustadt, 35 km etwa südlich von St. Pölten, um die 15 km nordwestlich des Schneebergs. Es liegt am Zellenbach an der Einmündung des Klausbachs, auf um die 680 m ü. A. Höhe, und erstreckt sich von der Mündung des Rohrergrabens bis zu der des Edlaberggrabens.
Der Ort umfasst etwa 75 Gebäude, einschließlich der Ortslagen Garhof und Schacherbauer im Raintal westlich oberhalb.
Nordwestlich erhebt sich der Jochart (1266 m ü. A.), südlich der Edlaberg (1096 m ü. A.), östlich der Wasserstein (964 m ü. A.), diverse niedrigere Berge der Gutensteiner Alpen, die schon zu den gegen den Wienerwald auslaufenden, ostalpinen Randalpen gehören.
Durch den Ort verläuft die Gutensteiner Straße B 21, die von Theresienfeld über Gutenstein und den Rohrer Sattel nach St. Aegyd und Mariazell in die Steiermark führt, eine bedeutende Ost-West-Verbindung des Raumes.
Der Ort als Kirchweiler entstand wohl erst im 15. Jahrhundert (1427 auf’m Roer noch als Flurname, 1470 Pfarrsitz). Zur ehemaligen Ortschaft Rohr im Gebirge gehörten 1569 die Gehöfte Edlach, Feichten, Grub, Haraseben, Kogl, Linden, Mühl, Nest, Pasenhof, Stein, Walchhof, also auch die heutigen Ortsteile Gegend, Langseite und Krumbach. Noch im ganzen 19. Jahrhundert waren das nur um die 30 Häuser. Die Ortschaft war zuletzt 1981 mit 96 Gebäuden und etwa 254 Einwohnern erfasst, seit 1991 rechnet man nur mehr eine Ortschaft für die ganze Gemeinde.

## Kultur und Sehenswürdigkeiten

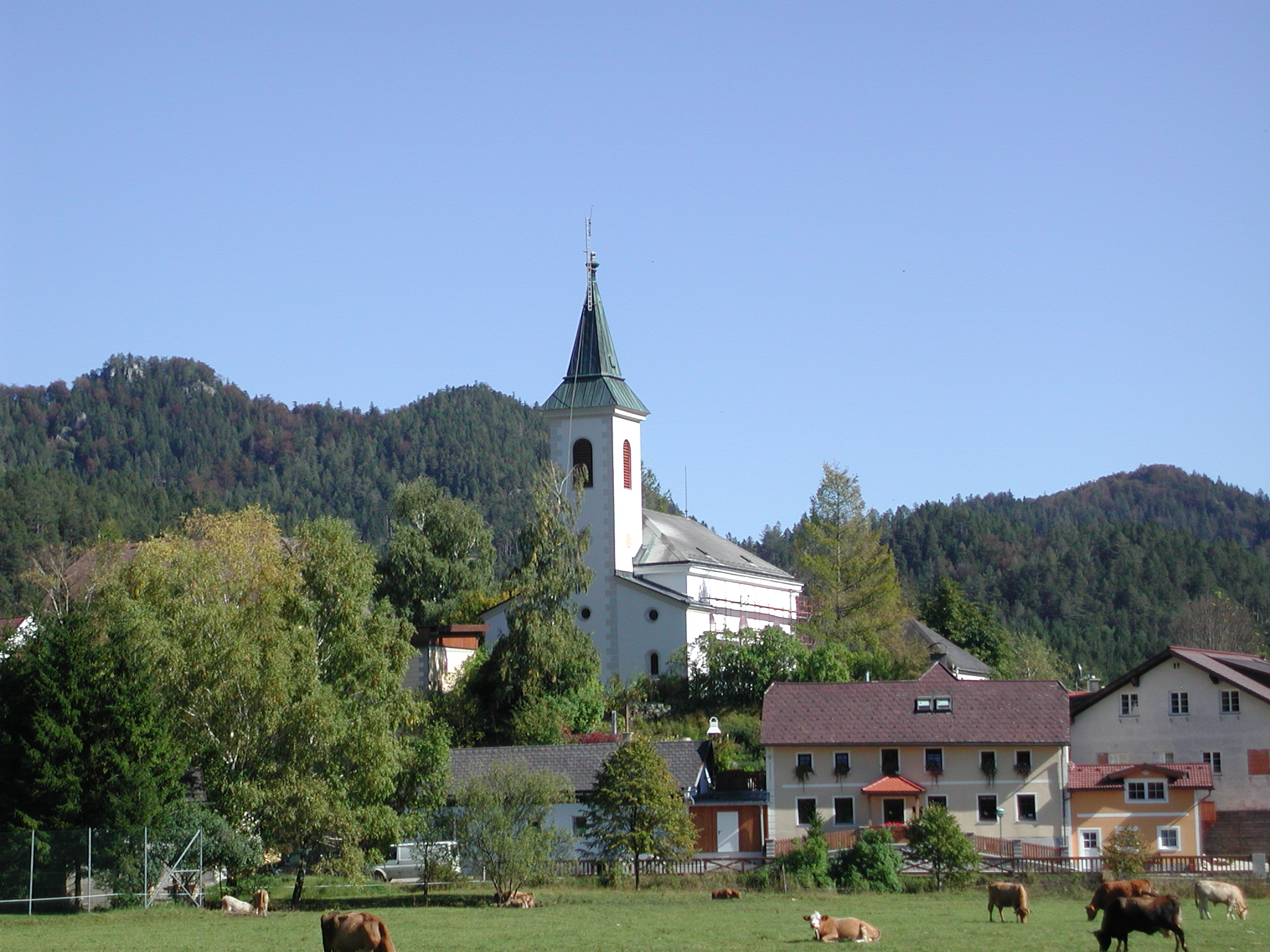
Pfarrkirche Rohr im Gebirge

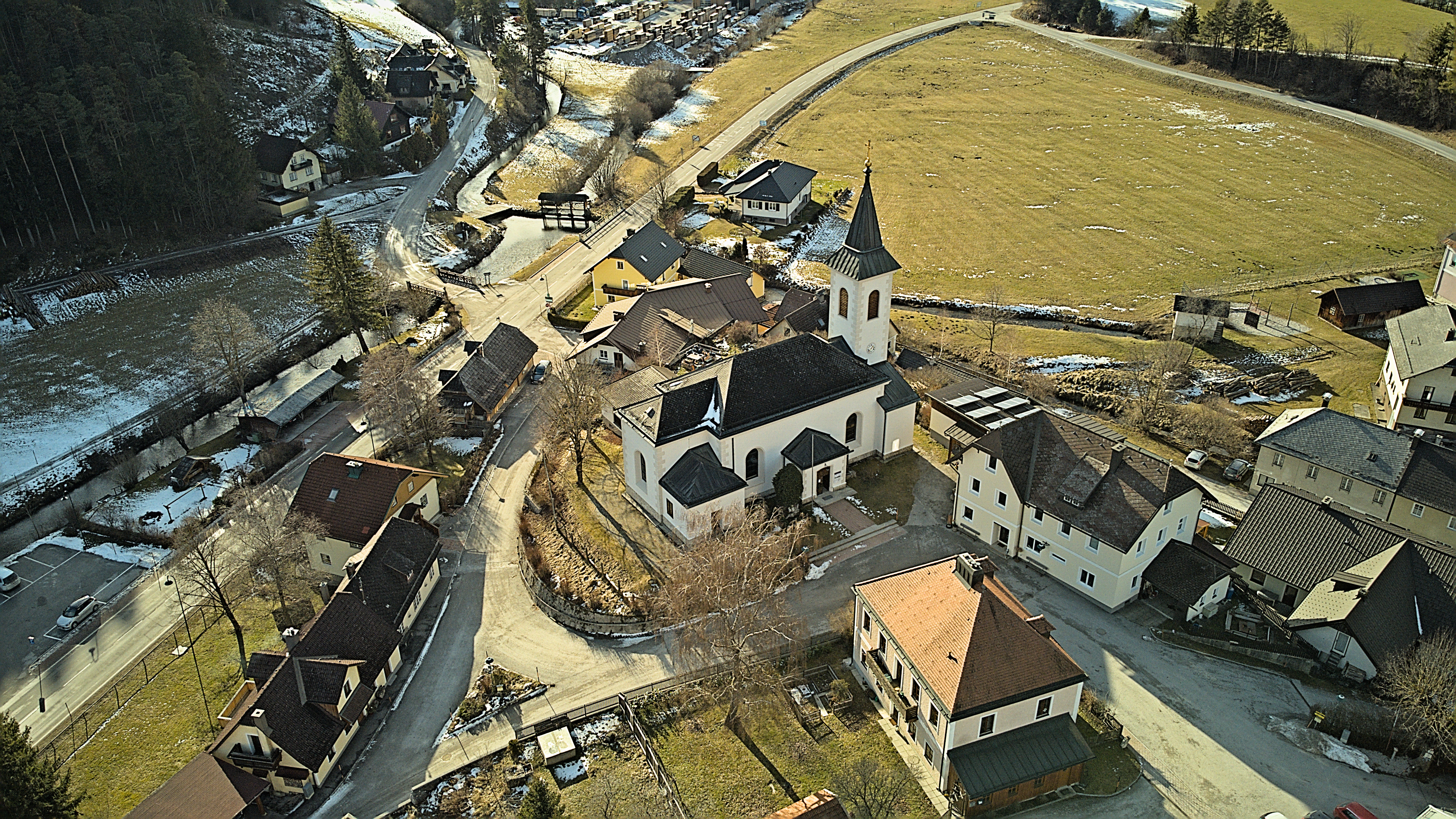

- Katholische Pfarrkirche Rohr im Gebirge hl. Ulrich
- Wallfahrtskapelle "Maria im Thier" am Unterberg

2006 wurden die zwei Themenwege eröffnet:
- Werkstatt Wald und Wasser – Dieser Themenweg führt durch die Wälder rund um den Ort und wird immer wieder von den Bächen begleitet.
- Sagenumwobener Tümpfelweg – Die Stationen entlang des Weges berichten von Sagen und lokalen Geschichten und Erzählungen, wie die Entstehungssage von Rohr, „Die versunkene Stadt“.

## Wirtschaft und Infrastruktur
Es gab 24 nichtlandwirtschaftliche Arbeitsstätten Im Jahr 2001 und 42 land- und forstwirtschaftliche Betriebe nach der Erhebung 1999. Die Zahl der Erwerbstätigen am Wohnort betrug 239 nach der Volkszählung 2001. Die Erwerbsquote lag 2001 bei 46,8 Prozent.

### Bildung
In Rohr befindet sich eine Volksschule.

## Politik

### Gemeinderat
Der Gemeinderat hat 13 Mitglieder.

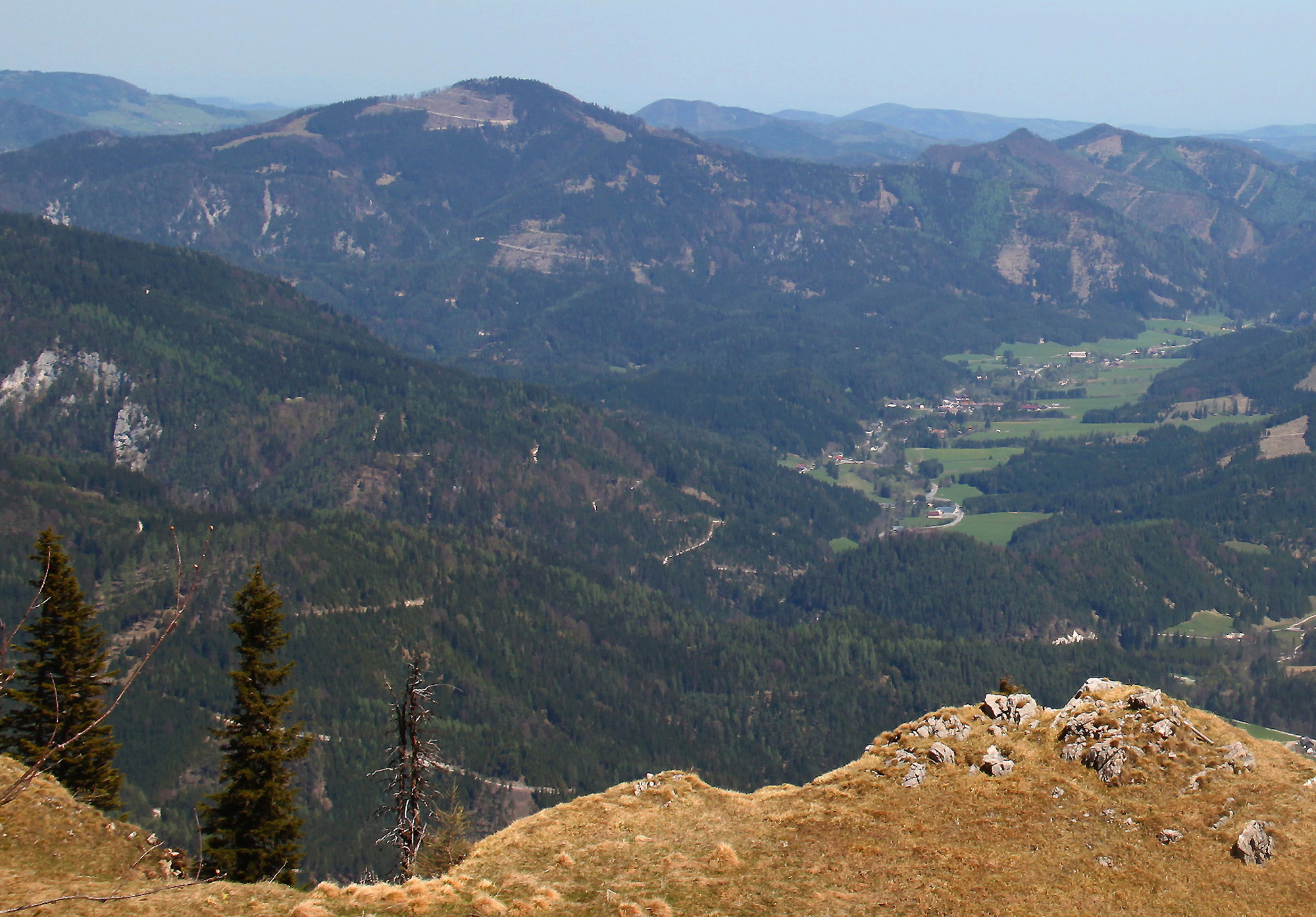
Blick auf den Jochart

- Mit den Gemeinderatswahlen in Niederösterreich 1990 hatte der Gemeinderat folgende Verteilung: 8 ÖVP, 4 SPÖ, und 3 FPÖ. (15 Mitglieder)
- Mit den Gemeinderatswahlen in Niederösterreich 1995 hatte der Gemeinderat folgende Verteilung: 8 ÖVP, 3 SPÖ, 3 Bürgerliste Rohr im Gebirge, und 1 FPÖ.[3]
- Mit den Gemeinderatswahlen in Niederösterreich 2000 hatte der Gemeinderat folgende Verteilung: 8 ÖVP, 4 SPÖ, 2 FPÖ, und 1 Position Jugend.[4]
- Mit den Gemeinderatswahlen in Niederösterreich 2005 hatte der Gemeinderat folgende Verteilung: 11 ÖVP, und 4 SPÖ.[5]
- Mit den Gemeinderatswahlen in Niederösterreich 2010 hatte der Gemeinderat folgende Verteilung: 12 ÖVP, und 3 SPÖ.[6] (15 Mitglieder)
- Mit den Gemeinderatswahlen in Niederösterreich 2015 hatte der Gemeinderat folgende Verteilung: 9 ÖVP, 2 SPÖ, und 2 FPÖ.[7] (13 Mitglieder)
- Mit den Gemeinderatswahlen in Niederösterreich 2020 hatte der Gemeinderat folgende Verteilung: 11 ÖVP, 1 SPÖ und 1 FPÖ.[8] (13 Mitglieder)
- Mit den Gemeinderatswahlen in Niederösterreich 2025 hat der Gemeinderat folgende Verteilung: 10 ÖVP und 3 FPÖ.[9] (13 Mitglieder)

### Bürgermeister
- 1945 Josef Schneider[10]
- 1946–1953 Anton Strohmayer
- 1953–1955 Rudolf Sallmannshofer
- 1955–1970 Franz Wagner
- 1970–1983 Wilhelm Schweiger
- 1983–? Heinrich Sallmannshofer
- seit ? Christian Wagner (ÖVP)

### Wappen
Der Gemeinde wurde 1929 ein Wappen verliehen: Ein blauer, von silbernen Wolken durchzogener Schild. Auf einer im Schildfuß befindlichen Wolke steht die Gestalt des heiligen Ulrich (Udalrich) im bischöflichen Ornat, mit dunkelblauem Mantel. In der Rechten trägt die Gestalt einen Fisch auf einem Buch; die Linke hält einen auf der Wolke ruhenden Krummstab. Im Hintergrund ist – teilweise von Wolken verdeckt – sowohl rechts als auch links der Turmhelm und das Dach je einer Kirche sichtbar; zwischen diesen Kirchen erheben sich grüne Baumkronen.
Der heilige Ulrich ist der Kirchenpatron der Pfarre Rohr.